# Joseph Beecken
Joseph Jules Beecken (født 7. maj 1904) er en belgisk bokser som deltog i de olympiske lege 1924 i Paris.
Beecken vandt en bronzemedalje i boksning under OL 1924 i Paris. Han fik en tredjeplads i vægtklassen mellemvægt. Der kom 23 boksere fra femten lande som stillede op i vægtklassen der blev afviklet fra den 16. til 20. juli 1924. Beecken tabte i semifinalen til britiske John Elliott som senere tabte i finalen til Harry Mallin. I bronzefinalen besejrede han Leslie Black fra Canada.